# Compote de pommes
 (août 2017).

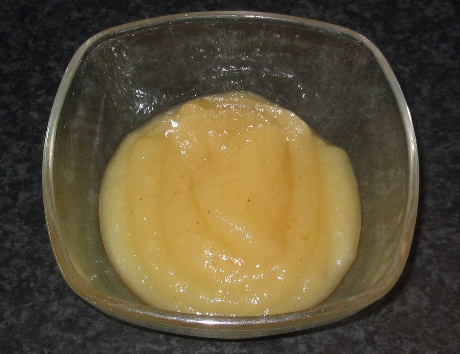
Compote de pommes.

La compote de pommes est une préparation culinaire réalisée à base de pommes cuites. Elle possède généralement un goût sucré et une texture onctueuse parfois liquide.
Les recettes diffèrent selon l'utilisation de la compote. En Europe et en Amérique, la compote peut être servie comme accompagnement pour les viandes. Par exemple, en Belgique et aux Pays-Bas, elle peut être servie en accompagnement de plats (tels que le boudin ou le poulet) tandis qu'en France, on la sert en dessert. En Allemagne, elle entre dans la composition du « Himmel und Erde ». Au Québec, on sert souvent la compote de pommes en collation pour les enfants, au petit-déjeuner ou encore en garniture sur du yogourt.

## Confection

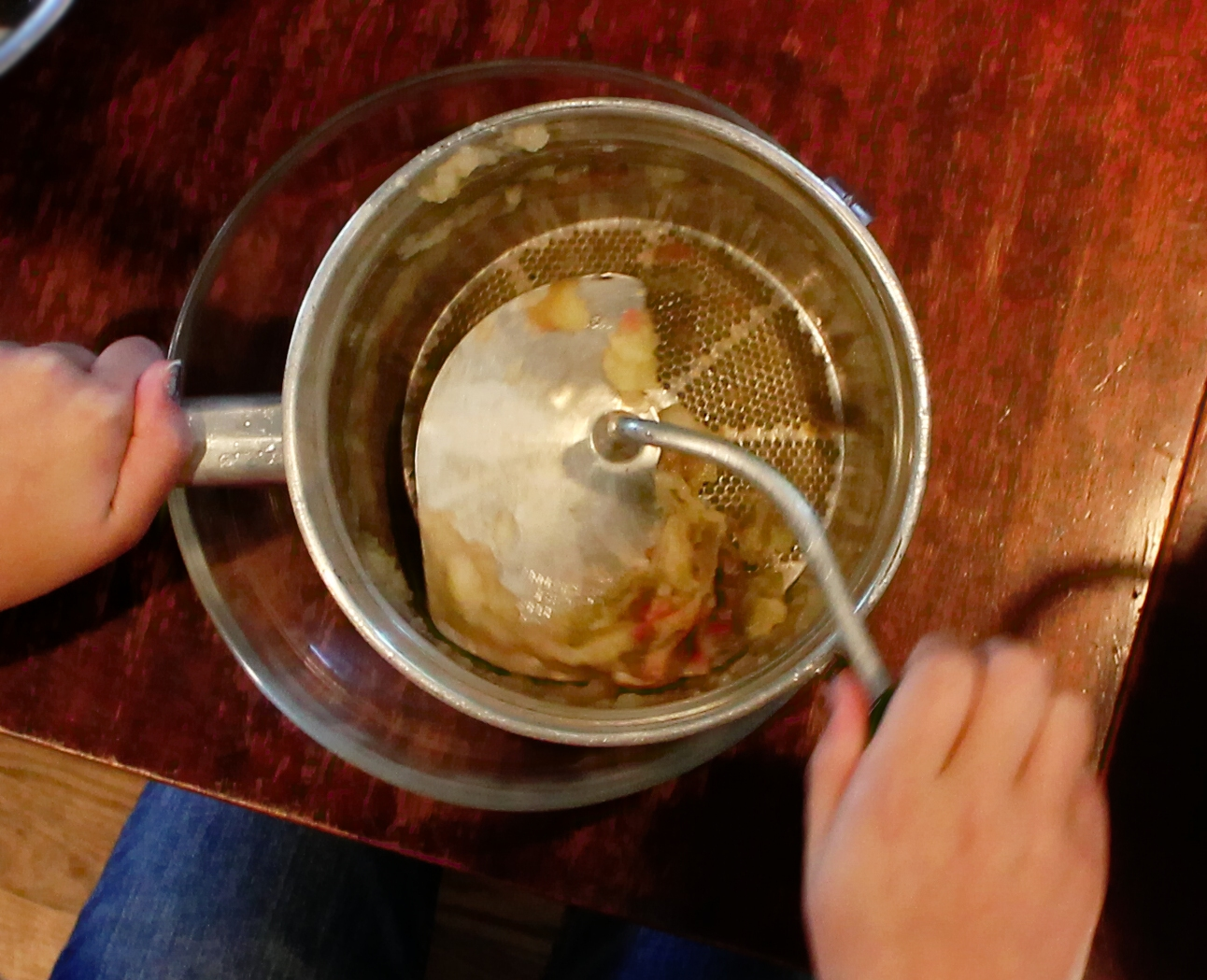
Passage de la compote à la moulinette.

La compote de pommes tient son nom de son principal ingrédient, la pomme. Les pommes sont coupées en dés, épépinées, pelées ou non. Elles sont ensuite cuites à feu moyen, de manière brute ou en ajoutant de l'eau, du cidre, du vinaigre ou du sucre. Selon la variété de pomme utilisée, la pulpe se ramollit à la cuisson et sa couleur peut virer du jaune au rosâtre ou au brun rouille, en fonction du temps de cuisson (de l'oxydation des acides du fruit et la couleur de la pelure). La compote cuite peut alors être passée au tamis ou au moulin à légumes, afin de broyer la pelure restante et obtenir une texture lisse et onctueuse.

### Variétés de pommes
Chaque pays produit une variété de pommes pouvant servir à la réalisation de la compote. N'importe quelle variété peut convenir pour ce faire et les préférences varient selon l'utilisation que l'on en fera.

### Assaisonnement
Après ou durant la cuisson, il peut y être ajouté du sucre, du miel, du sirop de maïs (comme dans certains pays d’Amérique latine), des épices (comme la vanille, la cannelle, etc.) ou des fruits, comme des raisins secs ou des abricots cuits.

## Utilisation

### Dessert

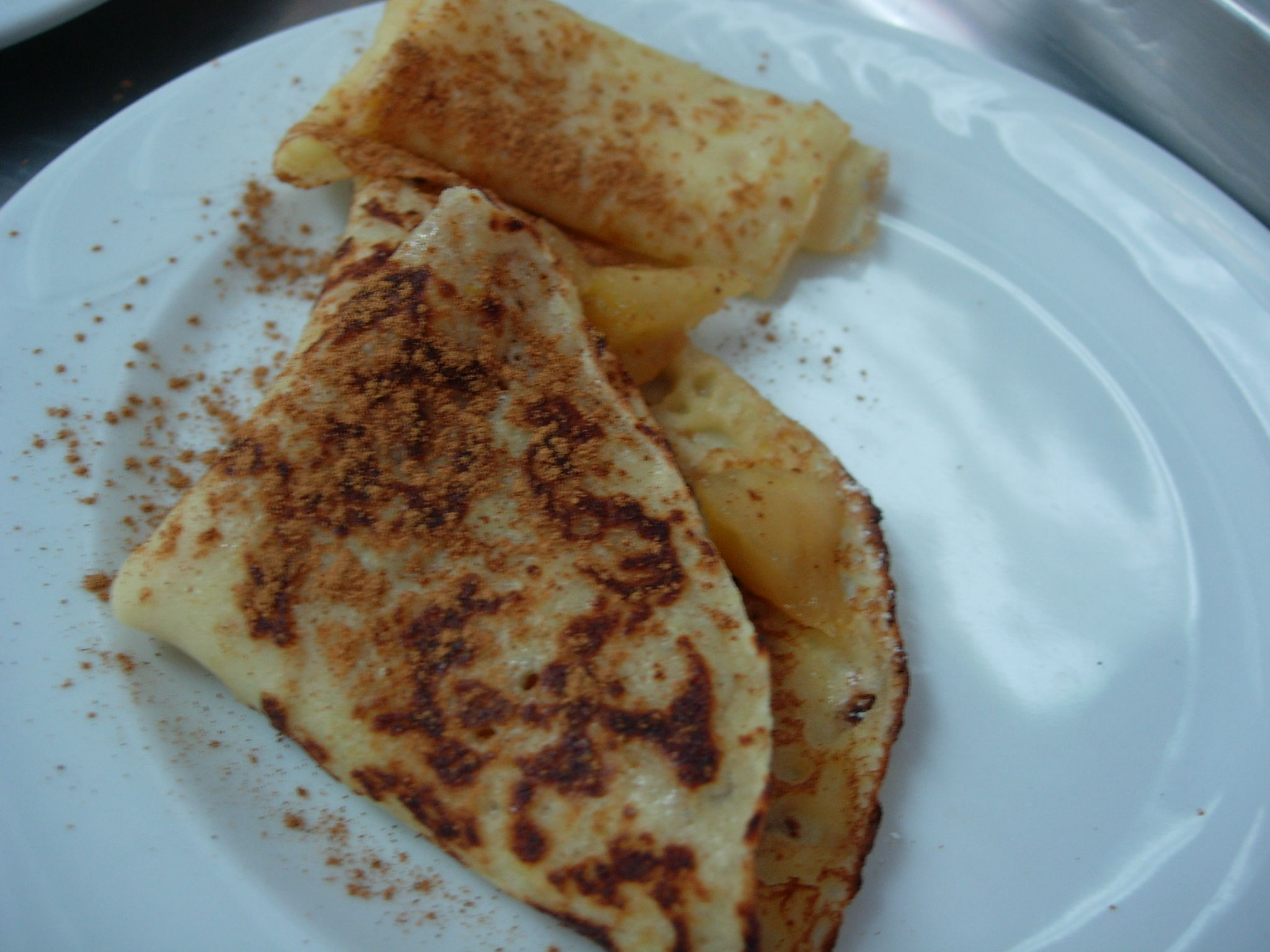
Crêpes fourrées à la compote de pommes.

Dessert traditionnel dans certains pays servi seul ou avec du riz au lait, la compote de pommes peut être utilisée comme ingrédient dans une recette, comme un fond de tarte ou pour agrémenter un gâteau. Par exemple, le gâteau à la compote de pommes est une recette traditionnelle d'Amérique du Nord (apple and marmelade pie).
La compote de pommes peut également être additionnée à des blancs d'œufs montés en neige ou à de la crème fouettée.
La compote de pommes pouvait autrefois être saupoudrée de sucre avant de passer au four. On l'appelait alors la « compote de pommes à la portugaise ». Tandis que cuite dans le vin, elle devenait la « compote de pommes à la bouillonne ». En versant dessus une gelée avant de la servir, on avait une « compote de pommes en gelée ». Et finalement, en ajoutant de la confiture, on avait une « compote de pommes farcie ».
À l'origine, la charlotte était un dessert anglais nommé d’après la reine Charlotte et formé de tranches de pain fourrées de compote de pommes, jusqu'à ce que Marie-Antoine Carême en modifie la recette en remplaçant le pain par des boudoirs et la compote par de la bavaroise.

### Accompagnement

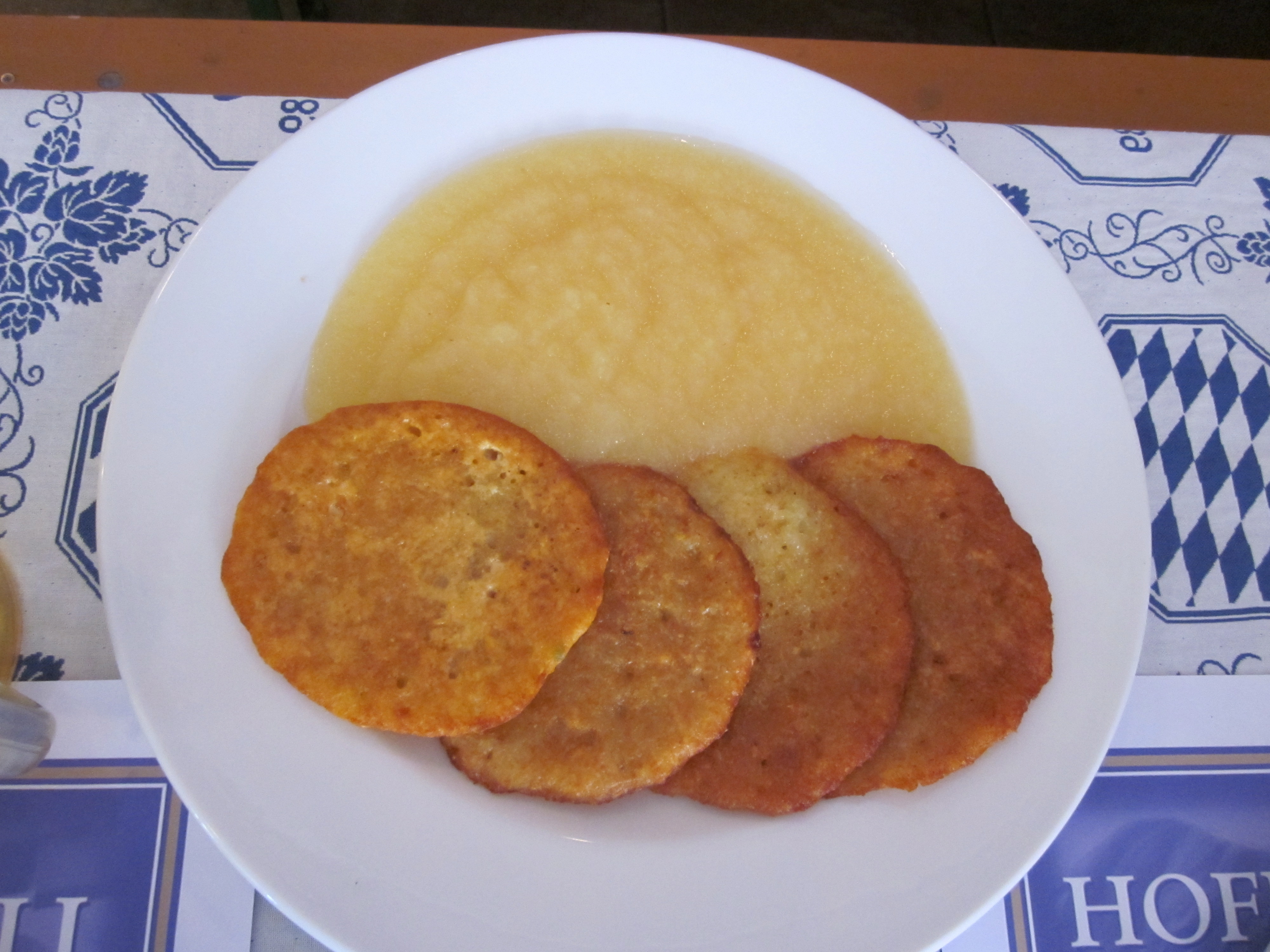
Galettes de pommes de terre et compote de pommes.

En dehors de son utilisation comme dessert, la compote de pommes peut accompagner les plats salés. Elle peut ainsi accompagner un mets principal comme le poulet, la saucisse, le porc, le gibier ou encore le boudin blanc ou noir comme dans les cuisines belges et françaises. On la retrouve à côté de l'oie rôtie de Noël dans la cuisine allemande, du chou rouge avec du vinaigre dans les cuisines allemande et suédoise et des galettes de pommes de terre dans les cuisines allemande et juive ashkénaze pour Hanoucca. Finalement, on la retrouve aussi dans les cuisines anglo-américaines, où la compote de pommes (appelée « apple sauce ») accompagne généralement les plats de viande, surtout la viande de porc.

### En tant qu'ingrédient
Les végétaliens utilisent la compote de pommes comme substitut aux œufs dans les recettes de gâteaux. Elle peut aussi se substituer au beurre dans les fondants au chocolat par exemple.

## Conservation
La facilité de préparation de la compote de pommes à la maison en fait un plat commun, bon marché et facilement disponible. Sa facilité de conservation la rend disponible même en plein hiver, après stérilisation, en pot ou en conserve. C’est sous ces formes qu’elle est fréquemment vendue dans le commerce de détail et de gros.

## Thérapeutique
La richesse en pectine de la compote de pommes en fait un remède familial simple pour combattre la diarrhée. Sa texture en fait également un aliment de choix pour les bébés commençant à absorber des nourritures solides et les personnes qui ont des prothèses ou d’autres problèmes dentaires.